# Cantone di Chaussin
Il Cantone di Chaussin era una divisione amministrativa dell'arrondissement di Dole.
A seguito della riforma approvata con decreto del 17 febbraio 2014, che ha avuto attuazione dopo le elezioni dipartimentali del 2015, è stato soppresso.

## Composizione
Comprendeva i comuni di:
- Asnans-Beauvoisin
- Balaiseaux
- Bretenières
- Chaînée-des-Coupis
- Chaussin
- Chêne-Bernard
- Le Deschaux
- Les Essards-Taignevaux
- Gatey
- Les Hays
- Neublans-Abergement
- Pleure
- Rahon
- Saint-Baraing
- Séligney
- Tassenières
- Villers-Robert